# Армона (Каліфорнія)
Армона (англ. Armona) — переписна місцевість (CDP) в США, в окрузі Кінгс штату Каліфорнія. Населення — 4274 особи (2020).

## Географія
Армона розташована за координатами 36°19′4″ пн. ш. 119°42′19″ зх. д. / 36.31778° пн. ш. 119.70528° зх. д. (36.317841, -119.705379).  За даними Бюро перепису населення США в 2010 році переписна місцевість мала площу 4,93 км², уся площа — суходіл.

## Демографія
Згідно з переписом 2010 року, у переписній місцевості мешкало 4156 осіб у 1152 домогосподарствах у складі 961 родини. Густота населення становила 843 особи/км².  Було 1202 помешкання (244/км²).
Расовий склад населення:
| - 49,5 % — білих - 2,4 % — чорних або афроамериканців - 2,0 % — азіатів - 1,5 % — корінних американців - 0,3 % — вихідців з тихоокеанських островів - 38,4 % — осіб інших рас |

До двох чи більше рас належало 5,8 %. Частка іспаномовних становила 67,0 % від усіх жителів.
За віковим діапазоном населення розподілялося таким чином: 34,2 % — особи молодші 18 років, 58,4 % — особи у віці 18—64 років, 7,4 % — особи у віці 65 років та старші. Медіана віку мешканця становила 28,7 року. На 100 осіб жіночої статі у переписній місцевості припадало 92,3 чоловіків;  на 100 жінок у віці від 18 років та старших — 88,4 чоловіків також старших 18 років.
Середній дохід на одне домашнє господарство  становив 42 365 доларів США (медіана — 35 500), а середній дохід на одну сім'ю — 48 190 доларів (медіана — 41 696). Медіана доходів становила 29 523 долари для чоловіків та 27 873 долари для жінок. За межею бідності перебувало 25,4 % осіб, у тому числі 23,5 % дітей у віці до 18 років та 10,4 % осіб у віці 65 років та старших.
Цивільне працевлаштоване населення становило 1220 осіб. Основні галузі зайнятості: освіта, охорона здоров'я та соціальна допомога — 16,1 %, мистецтво, розваги та відпочинок — 12,8 %, сільське господарство, лісництво, риболовля — 11,5 %.